# Шогда (река)
Шо́гда — река в Бабаевском районе Вологодской области России, левый приток Суды (бассейн Волги).

Бассейн Рыбинского водохранилища и Белого озера

Берёт исток в болотистой местности на северо-западе Пожарского сельского поселения. Течёт на восток, после деревень Подберезка и Угловая Вепсского национального сельского поселения сворачивает на юго-восток, потом на юг. Пересекает территорию Борисовского сельского поселения, за деревнями Архангельское и Новополье Санинского сельского поселения впадает в Суду в 105 км от её устья. Длина реки составляет 78 км, площадь водосборного бассейна — 834 км².
Крупнейшие притоки:
- Сенная (Горелка) — правый, 51 км
- Лабокша — правый, 43 км
- Куржа — правый, 34 км
- Кудьма — левый, 33 км

## Данные водного реестра
По данным государственного водного реестра России относится к Верхневолжскому бассейновому округу, водохозяйственный участок реки — Суда от истока и до устья, речной подбассейн реки — Реки бассейна Рыбинского водохранилища. Речной бассейн реки — (Верхняя) Волга до Куйбышевского водохранилища (без бассейна Оки).
Код объекта в государственном водном реестре — 08010200212110000007593.